# Egid Quirin Asam
Egid Quirin Asam (1 de septiembre de 1692 (bautizado) - 29 de abril de 1750) fue un yesista y escultor alemán activo durante el periodo del Barroco tardío.

## Biografía
Nacido en Tegernsee, Baviera, Asam trabajó principalmente junto a su hermano, el arquitecto y pintor Cosmas Damian Asam. Debido a esto, su trabajo en común a menudo es atribuido a los Hermanos Asam. Egid Quirin Asam murió en Mannheim.
Los Hermanos Asam, individualmente y juntos, fueron artistas muy prolíficos, y trabajaron en Baviera, Baden-Wurtemberg y Austria (Catedral de Innsbruck, estuco rococó, 1722–1723)
- Datos: Q639579
- Multimedia: Egid Quirin Asam / Q639579